# شارل رابوآسون
شارل رابوآسون (فرانسوی: Charles Raboisson‎؛ 1892 – ۱۱ مهٔ ۱۹۶۲) دوچرخه‌سوار اهل فرانسه بود.